# Cauchy–Bunyakovszkij–Schwarz-egyenlőtlenség
A matematikában a Cauchy–Bunyakovszkij–Schwarz-egyenlőtlenség (illetve angol nyelvterületen Cauchy–Schwarz-egyenlőtlenség, az orosz matematikai irodalomban pedig Cauchy–Bunyakovszkij-egyenlőtlenség) Augustin Louis Cauchyról, Hermann Amandus Schwarzról és Viktor Jakovlevics Bunyakovszkijról elnevezett egyenlőtlenség, mely gyakran használatos az euklideszi és Hilbert-terek elméletében, a végtelen sorok és szorzatok integrálásának elméletében és a valószínűségszámításban.
Legáltalánosabb formában a (valós vagy komplex számtest feletti) V euklideszi vektortér tetszőleges x és y elemének {\displaystyle \langle x,y\rangle } skaláris szorzata abszolút értékének felső becslésére szolgál:
{\displaystyle |\langle x,y\rangle |^{2}\leq \langle x,x\rangle \cdot \langle y,y\rangle .}
Megjegyzendő, hogy egyenlőség pontosan akkor áll fenn, ha x és y lineárisan összefüggő.

## Az absztrakt tétel bizonyítása
Euklideszi terekben az alábbi kitüntetett norma vezethető be:
{\displaystyle ||x||={\sqrt {\langle x,x\rangle }}}
Minthogy az egyenlőtlenség az y=0 esetben fennáll, feltehetjük, hogy <y, y> nem nulla. Legyen λ tetszőleges valós (vagy komplex) szám. Ekkor
{\displaystyle 0\leq \left\|x-\lambda y\right\|^{2}=\langle x-\lambda y,x-\lambda y\rangle =\langle x,x\rangle -{\overline {\lambda }}\langle x,y\rangle -\lambda \langle y,x\rangle +|\lambda |^{2}\langle y,y\rangle .}
(a „λ felülvonás” a komplex esetben használandó). Mivel ez minden λ-ra teljesül, ezért a
{\displaystyle \lambda =\langle x,y\rangle \cdot \langle y,y\rangle ^{-1}}
speciális esetben is igaz, ahonnan kapjuk, hogy
{\displaystyle 0\leq \langle x,x\rangle -|\langle x,y\rangle |^{2}\cdot \langle y,y\rangle ^{-1}}
amely akkor és csak akkor teljesül, ha
{\displaystyle |\langle x,y\rangle |^{2}\leq \langle x,x\rangle \cdot \langle y,y\rangle }
vagy másként:
{\displaystyle {\big |}\langle x,y\rangle {\big |}\leq \left\|x\right\|\left\|y\right\|.}
QED

## Az egyenlőtlenség speciális alakjai
A Cauchy–Bunyakovszkij–Schwarz-egyenlőtlenség a V skalárszorzatos tér választásától függően speciális alakot ölthet.

### A valós szám n-esek tere
Az Rn euklideszi vektortér esetén (ezt az algebrai megközelítés miatt diszkrét esetnek is nevezhetjük) az állítás a következőképpen néz ki.
Tétel. Legyenek {\displaystyle a_{1},\dots ,a_{n}} és {\displaystyle b_{1},\dots ,b_{n}} valós számok. Ekkor
(és egyenlőség csak akkor áll fenn, ha valamelyik sorozat „többszöröse” a másiknak, azaz például {\displaystyle b_{1}=ca_{1},\dots ,b_{n}=ca_{n}} valamilyen c valós számra).
Első bizonyítás. Ha tehát {\displaystyle a_{1},\dots ,a_{n},b_{1},\dots ,b_{n}} valós számok, akkor minden valós x-re
teljesül. Ezeket az egyenlőtlenségeket {\displaystyle i=1,\dots ,n}-re összeadva azt kapjuk, hogy minden valós x-re igaz lesz
Ez csak úgy lehet, ha a szereplő másodfokú polinom diszkriminánsa nempozitív, azaz
amiből átrendezéssel adódik az egyenlőtlenség.
Az egyenlőség esete triviális, hiszen ekkor c-t kiemelve, mindkét oldalon az ai számok négyzetösszegét kapjuk. QED
Második bizonyítás.
Felhasználva a (kiszorzással látható)
azonosságot, az egyenlőtlenség azonnal adódik.
Megjegyzés. Természetesen ez esetben nem kell feltétlenül az Rn-beli skalárszorzásként felfognunk az egyenlőtlenség bal oldalát. Tekinthetünk az egyenlőtlenségre úgy is, mint tetszőleges a1, a2, …, an illetve b1, b2, …, bn valós számokra vonatkozó relációra.

### A négyzetesen integrálható valós függvények terében
A négyzetesen integrálható valós-valós függvények terének (L2) esetén az analízis egy fontos egyenlőtlenségét kapjuk (nevezhetjük így ezt az egyenlőtlenség folytonos! alakjának). Szemléletesség kedvéért megjegyezzük, hogy ebben az alakban az összeadás helyett integrálás áll, mely valóban azt sugallja, hogy analízisben alkalmazott variáns úgy keletkezik az előző, diszkrét esetből, hogy a véges összeadást, annak végtelen határátmenetével, az integrállal helyettesítjük.
Tétel. Ha f és g folytonos valós függvények az {\displaystyle [a,b]} intervallumon, akkor
(és egyenlőség csak akkor áll, ha valamelyik függvény többszöröse a másiknak: van olyan c szám, hogy {\displaystyle g(x)=cf(x)} minden {\displaystyle a\leq x\leq b}-re, vagy fordítva).

### A háromdimenziós euklideszi tér
Amennyiben x és y a háromdimenziós koordinátatér vektorai, akkor a fenti második bizonyítás a következő egyenlőséget adja:
Tétel. Ha x és y az R3 két vektora, akkor
{\displaystyle |x|^{2}|y|^{2}=|x\cdot y|^{2}+|x\times y|^{2}}
egyenlőség teljesül, ahol {\displaystyle x\cdot y} a két vektor skaláris szorzata, {\displaystyle x\times y} pedig a két vektor vektoriális szorzata.
Bizonyítás. A skaláris és vektoriális szorzás geometriai jellemzéséből adódik, hogy ha α az x és y vektor hajlásszöge, akkor az |x|2|y|2 szorzat így írható:
{\displaystyle |x|^{2}|y|^{2}=|x|^{2}|y|^{2}(\,\cos ^{2}\alpha +\sin ^{2}\alpha )=|x|^{2}|y|^{2}\,\cos ^{2}\alpha +|x|^{2}|y|^{2}\sin ^{2}\alpha }
ahol az utolsó egyenlőség után az első tag a skaláris szorzat, a második tag a vektoriális szorzat nagyságának négyzete.
QED
Megjegyzés. Ebben az esetben jól látható, hogy az egyenlőtlenség lényegében ekvivalens az elemi geometria azon tényével, hogy derékszögű háromszögben „az átfogó hosszabb, mint bármelyik befogó”. A Cauchy–Bunyakovszkij–Schwarz-egyenlőtlenség tehát a skalárszorzatos terek egy alapvető jelentőségű összefüggésére mutat rá. Sőt, magának az egyenlőtlenségnek a következménye, hogy ezekben a terekben bevezethető a vektorok hajlásszögének fogalma.

## Általánosítása
Az egyenlőtlenség általános formája a Hölder-egyenlőtlenség: Legyenek
{\displaystyle a_{1},\dots ,a_{n},b_{1},\dots ,b_{n}} tetszőleges komplex számok. Ha {\displaystyle p,q>1}, továbbá {\displaystyle {\frac {1}{p}}+{\frac {1}{q}}=1} teljesül, akkor

## Története
A sorozatokra vonatkozó variációt Cauchy 1821-ben publikálta Cours d'Analyse Algébrique című könyvében. Az integrálos verziót Bunyakovszkij 1859-ben a Szentpétervári Tudományos Akadémia Közleményeiben publikálta, hivatkozva egykori tanára, Cauchy egyenlőtlenségére, azt jól ismertnek nevezve, abból vezetve le. A Göttingenben dolgozó Schwarz 1885-ben újra bebizonyította az integrálos formát.

## Lásd még
- Hölder-egyenlőtlenség
- Titu-lemma